# Міт про неслов'янське походження росіян
Міф про неслов'янське походження росіян («росіяни — не слов'яни») — ідеологічна концепція, згідно з якою росіяни (великороси) не належать до слов'ян, не мають слов'янського походження або є результатом змішання з неслов'янськими народами при переважанні неслов'янського компонента. Прихильники концепції найчастіше відносять росіян до фінно-угрів або тюрків. У сучасній науковій спільноті ці уявлення належать до псевдонаукових або мітологічних.

## Історія уявлень

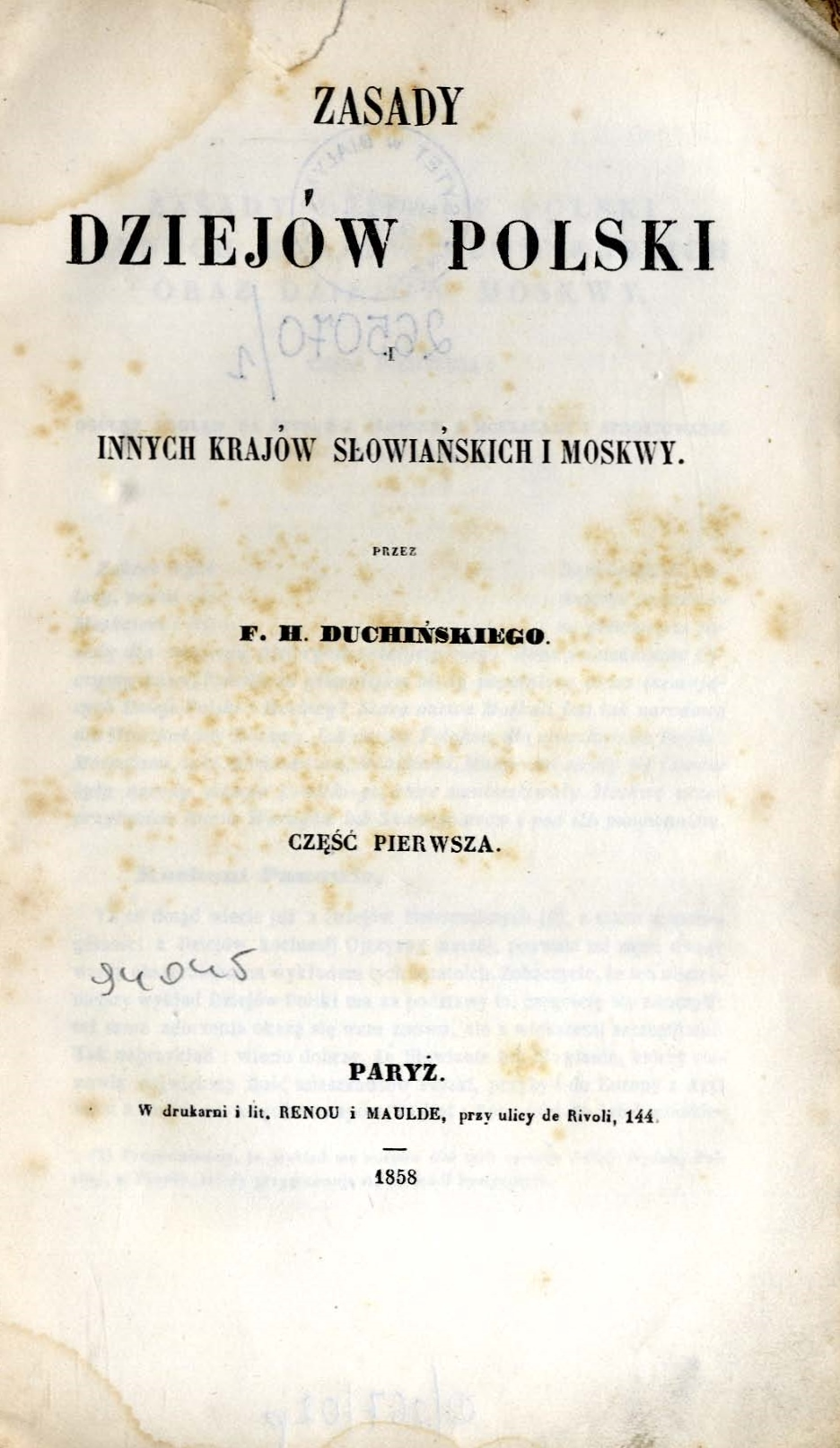
«Основи історії Польщі, інших слов'янських країн та Москви» Францішека Духінського, 1858

Щодо участі фінно-угрів у формуванні російського народу існує дві крайні позиції: «великодержавно-великоросійська» і «антиросійсько-польська». Письменник та історик Микола Полевой (1830) стверджував, що фіни не брали участі у формуванні росіян. Радянський етнограф і діалектолог Дмитро Зеленін (1929) писав, що у формуванні російського народу неслов'янське, зокрема фінське, населення участі не брало, в тому числі, вказуючи на відсутність відчутних слідів злиття з фінами у діалектології.

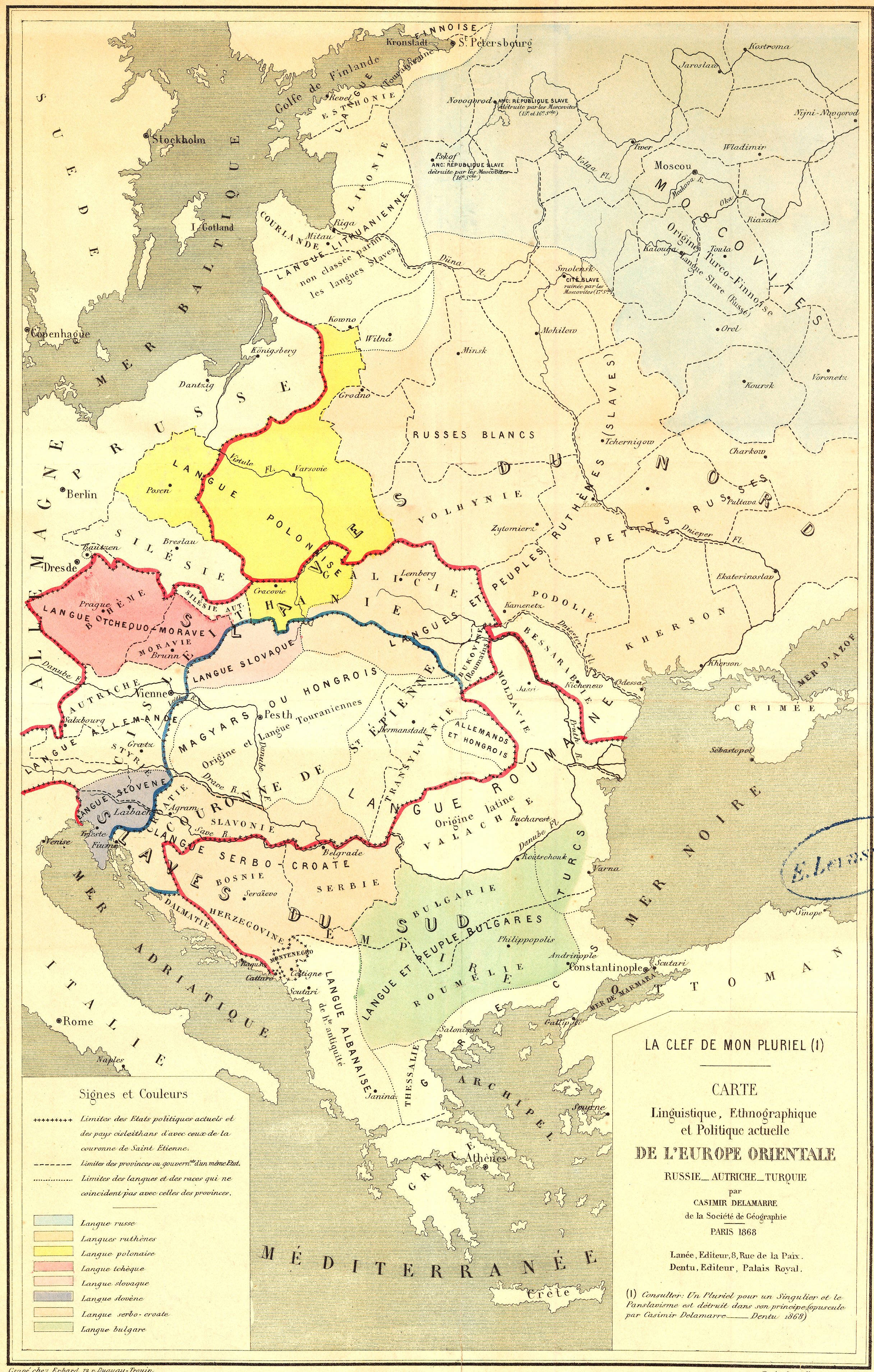
Лінгвістична та етнографічна карта, видана у Франції у 1868 році. Підкреслюється «тюрко-фінське» походження «московитів» та руйнування ними слов'янських міст Смоленськ, Новгород та Псков.

Про «неслов'янське» походження росіян писав польський емігрант Францішек Духінський, який утік на Захід після Польського повстання 1830 року і знайшов притулок у Франції. Він намагався відновити місцеву громадську думку проти Росії. У Європі на той час високо цінувалися «арійські предки», і Духінський створив туранську концепцію, за якою росіяни, на відміну європейських народів, не є «арійцями», як і не є слов'янами. У 1861—1862 роках у своїх лекціях у паризькому Науковому товаристві він відносив росіян до туранців і стверджував, що «арійцям» та туранцям судилося перебувати у безперервній ворожнечі. У відповідь була серія публікацій російських учених, які доводять причетність росіян до «арійства». Це стало продовженням виступів низки російських інтелектуалів проти німецьких і французьких русофобів, які виключали росіян із кола європейських народів.
Расова теорія часто включає ідею, що сучасні слов'яни є результатом змішання «арійської» та інших рас. При цьому різні автори виділяли більш і менш «расово чисті» слов'янські народи або регіони. Вже французький барон Артюр де Гобіно, який заклав основи «расової теорії», у своєму творі «Досвід про нерівність людських рас» (1853—1855) писав, що слов'яни «пішли на північний схід нашого континенту і там вступили в руйнівне сусідство з фінами», що призвело до їхньої «пасивності» і «нездатності до творчості». «Перебуваючи на кордоні між Європою і Азією, вони служать природним перехідним елементом між своїми західними і східними монголоїдними родичами». Нацистський расовий теоретик Ганс Гюнтер розглядав росіян як результат змішання нордичної раси зі східно-балтійською і з східними фінами при сильному переважанні двох останніх. Одним з провідних теоретиків расових досліджень в нацистській Німеччині був Егон фон Айкштедт, автор книги «расові основи німецького народу» (1934). У 1938 році його асистентка Ільзе Швидецьки опублікувала під його редакцією книгу «Расознавство древніх слов'ян». Основною ідеєю книги було те, що праслов'яни належали до нордичної раси, проте до теперішнього часу слов'яни загубили нордичний компонент, майже цілком пригнічений в результаті змішання з іншими расами. На її думку, «денордизація» східних слов'ян пов'язана з «східноєвропеоїдною» расою, тип якої їм передали стародавні східно-фінські племена.
Радянський історик-марксист академік Михайло Покровський (1930) без націоналістичного підтексту писав (ще не маючи даних генетичних досліджень), що сучасні росіяни мають не менше ніж 80 % фінської крові.
Серед українських емігрантів, включаючи фахівців, був напрямок думки, в рамках якого значно поглиблювалася історія українського народу та його державності. Найбільшою популярністю користувалася ідея про пряму спадкоємність українців від трипільської культури (середина 5-го тисячоліття до н. е. — 2650-ті роки до н. е.) та від місцевого палеолітичного населення (археолог Ярослав Пастернак, 1961; 1971). Деякі автори вважали, що древню основу українського народу складали роксолани (В. Січинський, 1957) або кельти (правознавець Сергій Шелухін, 1929). Деякі українські вчені-емігранти стверджували, що українці не мають жодної спорідненості з російськими чи білорусами (Пастернак, 1971).
Український емігрант-літератор Лев Силенко, засновник українського неоязичницького руху РУНВіра, у своєму історіософському творі «Мага Віра» («Могутня віра») 1979 року поєднав фрагменти слов'янського язичництва та ідеї «Велесової книги» зі спадщиною індоарійської ведичної традиції. Там же він виклав свою версію світової історії, згідно з якою Україна була як місцем виникнення найдавніших людей, так і прабатьківщиною індоєвропейців — «оріан» («арійців»), складання яких почалося 25 тисяч років тому. Індоєвропейці, на його думку, повинні відноситись не до індогерманської, а до «індоукраїнської раси». Вихідцями з України і найближчими родичами «оріан» виявлялися шумери та гіксоси, відгалуження трипільської культури. Етрусків, пеласгів і ряд інших народів давнини він також вважав вихідцями з України або давніми назвами українців. В інших місцях книги він ототожнював древніх українців з трипільцями і стверджував, що вже в період трипільської культури хлібороби-українці називалися «руссю». Гіксоси також були «русами», що прийшли з Північного Причорномор'я і заснували Єрусалим, початкова назва якого звучало як «Руса салем». Однак Візантія, а потім Москва прагнули нав'язати Україні чуже їй християнство — чужу українцям релігію, «засновану на кочовому іудаїзмі», закабалити український народ, перетворивши його на духовних рабів. Пізніше Москва узурпувала українську спадщину, присвоївши собі й ім'я Русі. Згідно Силенку, населення московських земель складалося з прибулих з України колоністів і місцевих фінських і тюркських мешканців. Московська Русь сформувалася на основі татаро-монгольської орди, і росіяни Москви — це «православні татари». На думку Силенка, «українці (русичі) і москалі (росіяни) — це дві різні людські спільноти», яких єдина православна віра нітрохи не зближує. Українцям, на його думку, вдалося зберегти свою расу в чистоті. Згідно Силенку, санскрит був священним джерелом всіх індоєвропейських мов і «споконвічною мовою білої раси». Українська мова розглядається як найближче дочірнє відгалуження санскриту. Силенко склав словник «українсько-санскритської» мови, заперечуючи скільки-небудь близьку спорідненість української з російською мовою (1984).
Низка українських авторів, зокрема прихильників сучасного українського неоязичництва, у своїх роботах розуміють під слов'янством саме українців, які ототожнюються з усіма древніми слов'янами, але при цьому з-поміж слов'ян автори часто виключають росіян. Українці представляються стародавнім народом Європи, який заснував Київську Русь і Польсько-Литовську державу і не мав нічого спільного з Московською державою та великоросами. До таких авторів належать журналіст Віталій Довгич, історик Раїса Іванченко, економіст Г. К. Василенко та інші.
У 1990-х роках у Києві видавався неоязичницький журнал «Індо-Європа», який ставив одним з основних своїх завдань «покінчити з офіційною теорією походження трьох східнослов'янських народів». Цій теорії автори журналу протиставляли версію «Велесової книги» та ідеї Лева Силенка. 1994 року редакція журналу випускала газету «Русь Київська», де викладалися ті самі ідеї. У своїх настановних статтях головний редактор «Індо-Європи», кандидат філологічних наук Віталій Довгич, писав, що Подніпров'я було батьківщиною «арійських» народів, самі космічні сили приготували Дніпровсько-Карпатському регіону місце одного з найважливіших центрів розвитку світової цивілізації, а українці є автохтонним населенням щонайменше з трипільської епохи. «Українізувавши» російську євразійську ідею, Довгич вважав Україну особливою цивілізацією, що об'єднує Схід та Захід, язичництво та християнство, «білу» та «жовту раси». Одночасно відкидав Довгич великонімецькі та великоросійські претензії на «арійську» спадщину.
Прихильники ідей українського націоналізму вважають Україну колискою слов'янської культури та цивілізації та споконвічною територією «українських слов'ян», що, в їхньому уявленні, дає українцям привілейований статус серед усіх інших слов'янських народів. Ранні слов'янські переселенці в райони північних лісів Росії та Білорусії називаються «українцями», а місцеві слов'янські народи розглядаються як продукт змішання небагатьох «чистих українців» з місцевим населенням. Так бачать етногенез українців та їхніх сусідів, зокрема діячі праворадикальної Української національної асамблеї (УНА).
Ідея «арійської» України отримала вираз у романі політекономіста Юрія Канигіна («Шлях аріїв», 1996), який популяризував погляди Силенка та концепцію письменника Юрія Шилова про Україну як «Велику Орантанію», або Аратту. Генеалогію українців Канигін веде від «аріїв» через кімрів, скіфів та слов'ян («народ рош»), а їх споконвічною назвою було «русичі» і вони є носіями «арійської ідеї», виконуючи тим самим всесвітньо-історичну місію. «Арійцем» Канігін зображує і Ісуса Христа. У той же час росіяни («московити») отримують генеалогію, яка не має відношення до Аратти.
Назва «Русь» виявилася тісно прив'язана до російської (великоросійської) ідентичності. Багато українських націоналістів вважають, що назва Русі була неправомірно узурпірована росіянами, царем Петром I, який будував імперію, що замінив назву «Московія» на «Росію», щоб отримати політичну вигоду з репутації середньовічної Русі, яка була могутньою середньовічною державою. Термін «слов'яни» відкидається рядом українських неоязичників, оскільки має надто широке значення, а також асоціюється з ідеєю єдності трьох східнослов'янських народів під егідою росіян. Натомість вони активно використовують назви «анти», «скіфи», «арійці» та інші. Останній термін привертає увагу асоціацією з «арійською перевагою» та «білою расою».
Багато авторів використовують терміни «руси» та «русичі» стосовно тільки предків українців, виключаючи при цьому росіян.
Заперечує приналежність росіян до слов'ян російський ерзянський філолог Олександр Шаронов. На його думку, фінно-угорські племена — літописна міра, міщера, мурома та ерзя становили єдиний етнос, який став справжнім засновником Давньоруської держави та етнокультурним субстратом російського народу. Шаронов стверджує, що, переселившись із регіону Києва до регіону Залісся, Русь забрала з собою і свою російську мову. З цієї причини слов'янські мови, навіть ті що не піддалися русифікації, нібито не мають спільної кореневої основи з справжньою російською мовою, заснованому на «скандинаво-фінно-ерзяно-муромо-мерянському» субстраті. До ерзяно-мерянської землі, на думку Шаронова, мають відношення видатні представники російського народу, такі як Кузьма Мінін, Іван Сусанін, Авакум Петров, Никон, Степан Разін, Омелян Пугачов, Серафим Саровський, Олександр Пушкін, Сергій Єсенін, Василь Чапаєв.

## Наукове спростування

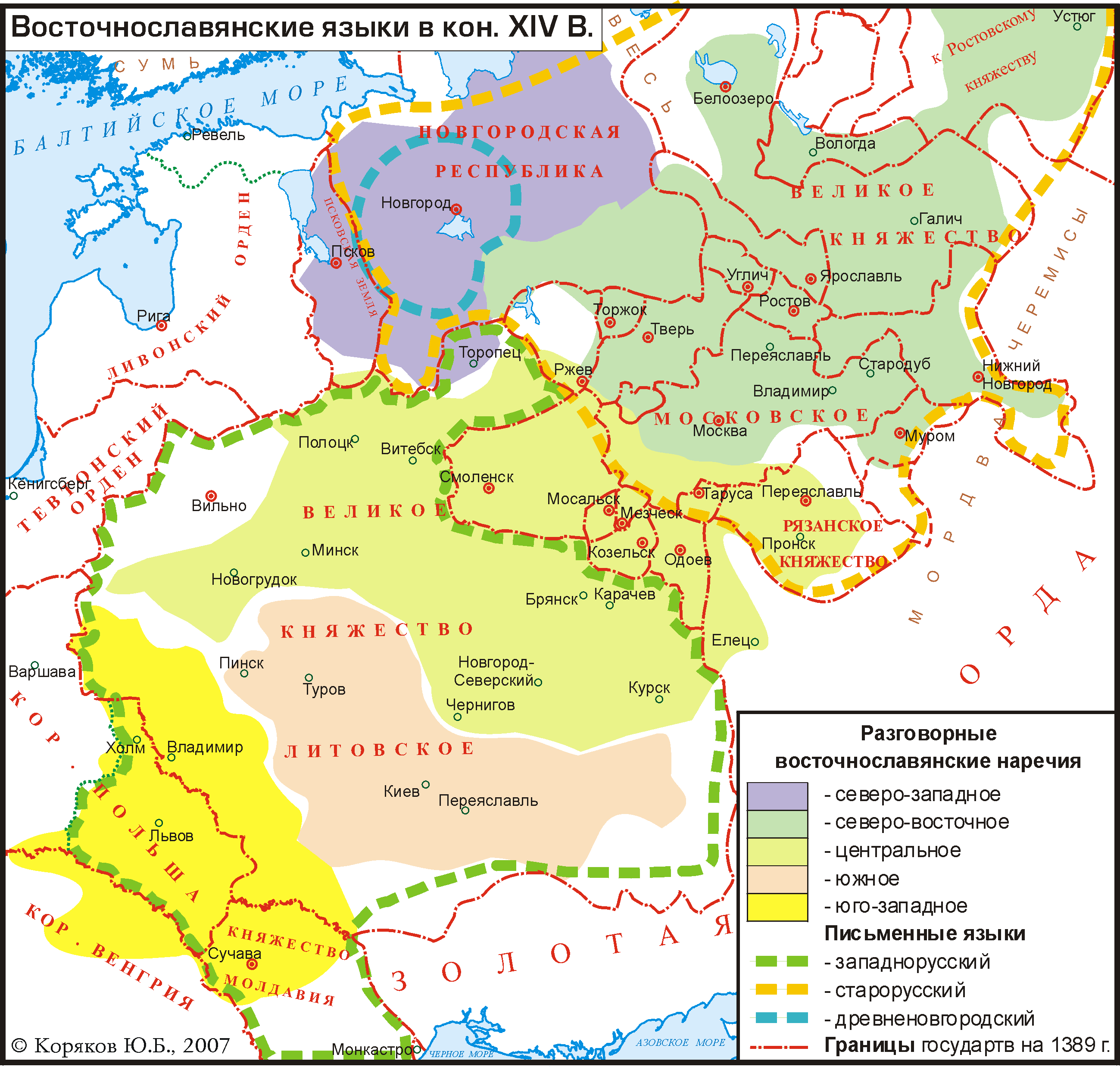
Розмовні діалекти та письмові східнослов'янські мови наприкінці XIV століття

Більшість вчених у питанні про рівень впливу фінно-угрів не займали крайніх позицій. Михайло Ломоносов зазначав, що велика кількість чудського (фінно-угорського) населення з'єдналося зі слов'янським племенем (народом) під час складання російського народу (великоросів). Василь Ключевський писав, що утворення великоруського племені було пов'язане з колонізацією слов'янами з Подніпров'я басейнів Оки та Верхньої Волги та стало результатом змішування слов'янських та місцевих фінських компонентів. На його думку, російська зовнішність не зовсім точно відтворює загальнослов'янські риси, що пояснює фінським впливом. Радянські археологи, наприклад, Юрій Готьє (1930) наголошували на змішаному характері матеріальних культур Північно-Східної Русі. Радянський історик та антрополог академік Валерій Алексєєв (1972), узагальнюючи радянські антропологічні дослідження, писав, що «фінський елемент увійшов до складу російського народу у значній пропорції». Етнографічні матеріали росіян (предмети побуту, костюм, їжа, декоративне мистецтво, фольклор) свідчать про деякий фіно-угорський вплив.
Згідно з даними письмових джерел, археологічних та етнографічних матеріалів, сучасні росіяни мають слов'янське етнічне походження.
За результатами біолого-генетичних досліджень виділяються дві генетичні групи російських популяцій. За Y-хромосомою виявлено «кардинальні відмінності північних та південних російських».
Центральні та південні росіяни, що становлять чисельну більшість народу, за даними Y-хромосоми, мтДНК та аутосомного маркера CCR5de132 нічим не відрізняються від інших східних слов'ян (білорусів та українців). Своєю чергою генофонд всіх східних слов'ян «практично невиразний», інакше кажучи ідентичний, західним слов'янам (словакам та чехам). Така генетична чистота дещо незвичайна для генетики за такого широкого розселення слов'ян, особливо росіян. Водночас східні та західні слов'яни становлять основу «східноєвропейського» генетичного кластера, до якого входять також іншомовні угорці та аромуни, а за окремими показниками близькі естонці та південні шведи. За результатами дослідження маркерів мтДНК, а також аутосомних маркерів росіяни подібні з іншими популяціями Центральної та Східної Європи, виявлено високу єдність по аутосомних маркерів східнослов'янських популяцій та їх значні відмінності від сусідніх фінно-угорських, тюркських та північнокавказьких народів.
Північні росіяни входять у інший, великий «північноєвропейський» генетичний кластер разом із популяціями поляків, балтів (латишів і литовців), германських (німців, норвежців та інших), і навіть прибалтийско-финских народів (фінів, карел, естонців). При цьому подібність із балтами більш виражена (аж до ідентичності), ніж із західними фінно-уграми. Відмінність північних росіян крім генетики підтверджується також даними палеоантропології та аналізом прізвищ. Вивчення аутосомних маркерів також зближує північних росіян з іншими європейськими народами і ставить під сумнів фіно-угорський міграційний пласт у північному російському генофонді. Однак, відмінності північних росіян та їх близькість з північноєвропейськими народами не свідчать про їхнє походження від балтів чи поляків. Імовірно, вони, разом з балтськими, германськими та деякими іншими північноєвропейськими народами, є нащадками палеоєвропейського населення, що збереглося навколо Балтійського моря.
У всіх російських популяціях відзначається вкрай низька частота генетичних ознак, притаманних монголоїдним популяціям.